# 白小伞虎耳草
白小伞虎耳草（学名：Saxifraga umbellulata var. muricola）为虎耳草科虎耳草属下的一个变种。

## 扩展阅读
- 維基物種上的相關：白小伞虎耳草